# Weston, Cheshire East
Weston är en by i civil parish Weston and Crewe Green, i distriktet Cheshire East, i Storbritannien. Den ligger i grevskapet Cheshire och riksdelen England, i den södra delen av landet, 230 km nordväst om huvudstaden London. Weston var en civil parish 1866–2023 när blev den en del av Weston and Crewe Green och Hough and Chorlton. Civil parish hade 969 invånare år 2001.